# COMICおしえてあげる
『COMICおしえてあげる』（コミックおしえてあげる）は桃園書房から発行された成人向け漫画雑誌。2000年6月創刊。本項ではその後継誌である『若奥様エプロンの匂い』についても記述する。 

## 概要
桃園書房の漫画雑誌『コミックジャンボ』の増刊号として世に出た隔月漫画雑誌。偶数月の26日に発売していた。各号は「○月号」ではなく「No.○」と呼称されていた。多くの掲載作家は、コミックジャンボや、同時期に同社から出ていた『COMICスーパージャンボ』と重複していた。
雑誌のコンセプトは「年上の女性とのH」であった。ヒロインが主人公より年上であること以外は特に縛りはなく、純愛・不倫・陰鬱話など様々なジャンルの作品が掲載されていた。
No.3まで出たあと、誌名を『若奥様エプロンの匂い』に変更。掲載作も既婚女性をヒロインとしたもののみ（不倫を扱った陰鬱系の作品が中心）となった。誌名変更後は2号まで発刊されたが、そこで休刊を迎えた。

## 主な作家（誌名変更後含む）
- 北野健一
- 有村しのぶ
- つくしの真琴
- 飛鳥弓樹
- やまざきみき
- 梅松トーマス
- 金目鯛ぴんく
- 吉野志穂
- ちゃんぽん雅
- 吉田にく
- 渚さなぎ
- ふーた